# Adrian Clayborn
Adrian Clayborn (St. Louis, 6 luglio 1988) è un giocatore di football americano statunitense che milita nel ruolo di defensive end per i Cleveland Browns della National Football League (NFL).

## Carriera

### Tampa Bay Buccaneers
Dopo aver giocato dal 2006 al 2010 al college con gli Iowa Hawkeyes, Clayborn fu scelto come ventesimo assoluto nel corso del primo giro del Draft NFL 2011 dai Tampa Bay Buccaneers. I  Bucs divennero la prima franchigia a firmare la loro scelta del primo giro, accordandosi con Clayborn per un contratto quadriennale. Questi mise a segno il suo primo sack nella settimana 3 della stagione regolare 2011 contro gli Atlanta Falcons. Tale sack su Matt Ryan causò anche un fumble che fu recuperato dal compagno di squadra Michael Bennett. Al termine della sua stagione da rookie, Clayborn chiuse con 42 tackle, 7,5 sack e 3 fumble forzati.
Nella sua seconda stagione, Clayborn partì come titolare nelle prime 3 partite prima di infortunarsi e perdere tutto il resto dell'annata. Tornò a mettere a segno un sack nella settimana 2 della stagione 2013 contro i New Orleans Saints.
Il 12 settembre 2014, i Buccaneers inserirono Clayborn in lista infortunati in seguito ad un infortunio al bicipite che lo costrinse a chiudere la stagione dopo solo una partita giocata.

### Atlanta Falcons
Il 12 marzo 2015, Clayborn firmò un contratto annuale del valore di 3 milioni di dollari con gli Atlanta Falcons.
Dopo avere messo a segno complessivamente 7,5 sack nelle prime due stagioni con i Falcons, il 12 novembre 2017 Clayborn ne fece un record di franchigia di 6 nella vittoria esterna sui Dallas Cowboys in cui forzò anche 2 fumble, venendo premiato come miglior difensore della NFC della settimana. Quei sei sack furono pareggiarono la seconda prestazione di tutti i tempi condivisa da Derrick Thomas, Osi Umenyiora e Fred Dean.

### New England Patriots
Il 16 marzo 2018, Clayborn firmò un contratto biennale del valore di 12 milioni di dollari con i New England Patriots. Alla fine della stagione vinse il Super Bowl LIII battendo i Los Angeles Rams per 13-3.

### Atlanta Falcons
Il 9 aprile 2019 Clayborn firmò un contratto di un anno per fare ritorno ai Falcons. La sua stagione si concluse con 18 placcaggi e 4 sack.

### Cleveland Browns
Il 9 aprile 2020 Clayborn firmò un contratto biennale con i Cleveland Browns.

## Palmarès

### Franchigia
- Super Bowl : 1

New England Patriots: LIII
- National Football Conference Championship: 1

Atlanta Falcons: 2016
- American Football Conference Championship: 1

New England Patriots: 2018

### Individuale
- Difensore della NFC della settimana: 1

10ª del 2017